# Helmer (Bernbeuren)
Helmer ist ein Gemeindeteil der Gemeinde Bernbeuren im oberbayerischen Landkreis Weilheim-Schongau. 
Der Weiler Helmer liegt circa drei Kilometer westlich von Bernbeuren am Südhang des Auerberges.